# Parshu Ram Mahadev
Parshu Ram Mahadev és un llogaret del Rajasthan a 80 km de Rajsamand i a poca distància de Bari Sadri, a la carretera que va fins a Jodhpur. És al cim d'un turó, on el santó Parshu Ram va pregar a Xiva a una cova, rodejada de turons verds, que va fer el mateix Parshu Ram; els peregrins van a aquest lloc des d'altres llocs de l'Índia i pugen uns 4 km. L'entorn és una zona natural protegida.